# Amtsgericht Fürstenwalde/Spree

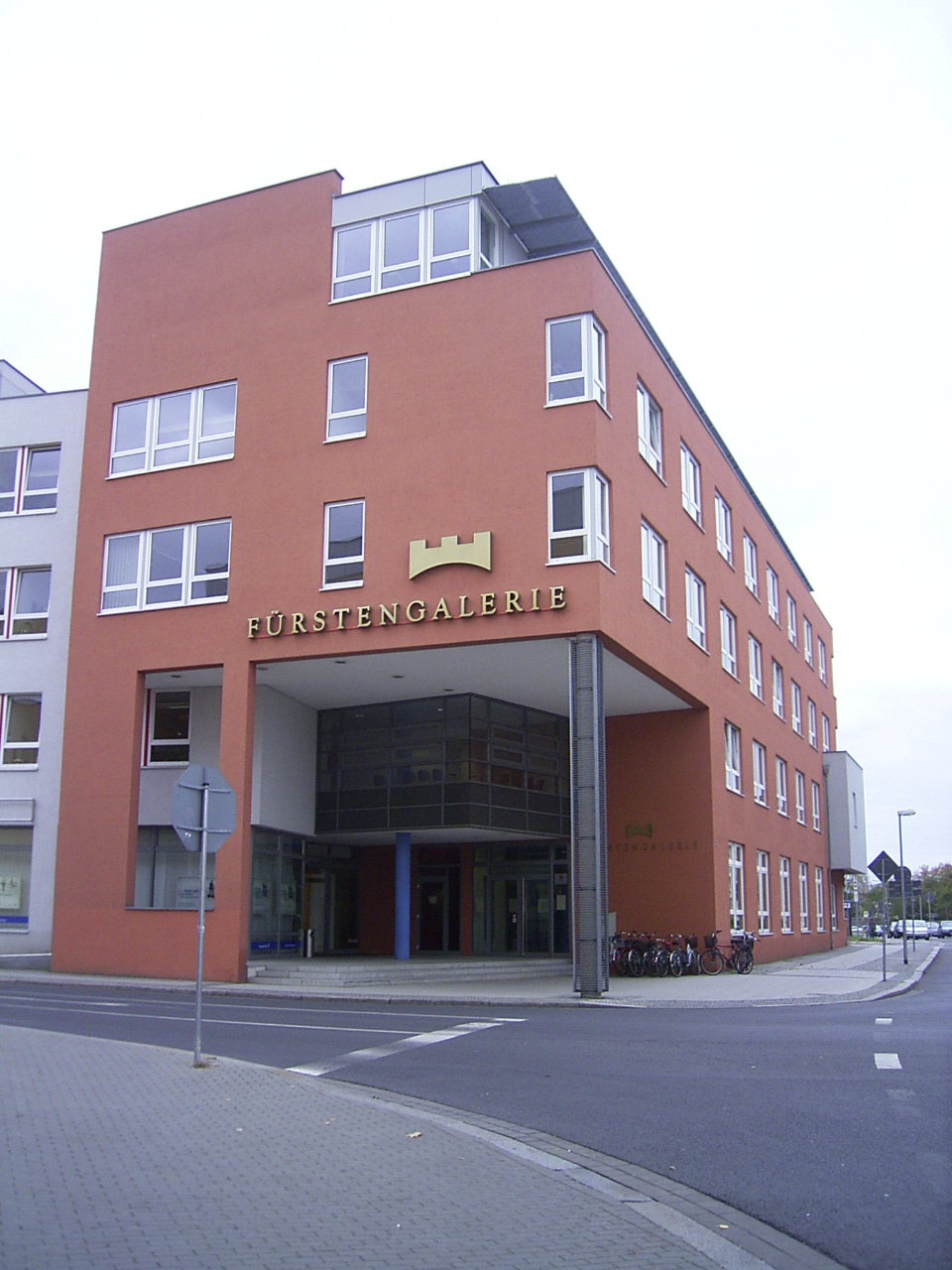
Die „Fürstengalerie“, in der sich auch das Amtsgericht befindet (2007)

Das Amtsgericht Fürstenwalde/Spree ist ein Gericht der ordentlichen Gerichtsbarkeit und eines von sechs Amtsgerichten (AG) im Bezirk des Landgerichts Frankfurt (Oder).

## Gerichtssitz und -bezirk
Das Gericht hat seinen Sitz in der Stadt Fürstenwalde/Spree im Landkreis Oder-Spree im Osten des Landes Brandenburg.
Der 1618 km² große Gerichtsbezirk umfasst die Städte und Gemeinden Bad Saarow, Beeskow, Berkenbrück, Briesen (Mark), Diensdorf-Radlow, Erkner, Friedland, Fürstenwalde/Spree, Gosen-Neu Zittau, Grünheide (Mark), Jacobsdorf, Langewahl, Madlitz-Wilmersdorf, Rauen, Reichenwalde, Rietz-Neuendorf, Schöneiche bei Berlin, Spreenhagen, Steinhöfel, Storkow (Mark), Tauche, Wendisch Rietz und Woltersdorf. In ihm leben rund 128.000 Menschen.
Für Insolvenz-, Zwangsversteigerungs-, Zwangsverwaltungs- und Landwirtschaftssachen ist das Amtsgericht Frankfurt (Oder) zuständig, das auch das Handels-, Genossenschafts-,  Vereins-, Güterrechts- und Partnerschaftsregister führt. Mahnverfahren werden vom Amtsgericht Wedding als zentralem Mahngericht bearbeitet.

## Übergeordnete Gerichte
Dem Amtsgericht Fürstenwalde/Spree ist das Landgericht Frankfurt (Oder) übergeordnet. Zuständiges Oberlandesgericht ist das Brandenburgische Oberlandesgericht in Brandenburg an der Havel.

## Geschichte
Im Ergebnis der Revolution von 1848/49 wurde zum 1. April 1849 das Gerichtswesen neu geordnet. In Frankfurt entstand das Kreisgericht Frankfurt a. d. Oder als Eingangsgericht, welches dem Appellationsgericht Frankfurt a. d. Oder nachgeordnet war. In Fürstenwalde entstand eine Zweigstelle des Frankfurter Kreisgerichts, die Gerichtskommission Fürstenwalde. Im Rahmen der Reichsjustizgesetze wurden diese Gerichte aufgehoben und reichsweit einheitlich Oberlandes-, Land- und Amtsgerichte gebildet. Das königlich preußische Amtsgericht Frankfurt (Oder) wurde mit Wirkung zum 1. Oktober 1879 als eines von elf Amtsgerichten im Bezirk des Landgerichtes Frankfurt (Oder) im Bezirk des Kammergerichtes gebildet. Der Sitz des Gerichtes war die Stadt Frankfurt (Oder).
Sein Gerichtsbezirk umfasste
- aus dem Landkreis Lebus der Stadtbezirk Fürstenwalde und die Amtsbezirke Hangelsberg, Wolkenberg, Neuendorf und Trebus und ein Teil des Amtsbezirks Madlitz
- aus dem Landkreis Beeskow-Storkow die Amtsbezirke Fürstenwalder Stadtforst und Rauen.[2]

Am Gericht bestanden 1880 zwei Richterstellen. Das Amtsgericht war damit ein mittelgroßes Amtsgericht im Landgerichtsbezirk. Gerichtstage wurden in Ziebingen gehalten.
Nach dem Zweiten Weltkrieg wurde das Amtsgericht Fürstenwalde zwischen 1945 und 1951 dem Landgericht Eberswalde zugeordnet. Von 1951 bis 1952 gehörte es zum Landgericht Cottbus. Zum 1. Juli 1951 wurde das Amtsgericht Storkow in eine Zweigstelle des Amtsgerichtes Fürstenwalde/Spree umgewandelt. Gleichzeitig wurde das Amtsgericht Beeskow aufgelöst und sein Sprengel dem Amtsgericht Fürstenwalde zugeordnet. 1952 wurden in der DDR die Amtsgerichte abgeschafft und stattdessen Kreisgerichte gebildet. Fürstenwalde kam zum Kreis Fürstenwalde, zuständiges Gericht war damit das Kreisgericht Fürstenwalde. Das Amtsgericht Fürstenwalde wurde aufgehoben.
Das Brandenburgische Gerichtsneuordnungsgesetz (BbgGerNeuOG) verkündet als Artikel 1 des Gesetzes zur Neuordnung der ordentlichen Gerichtsbarkeit und zur Ausführung des Gerichtsverfassungsgesetzes im Land Brandenburg vom 14. Juni 1993 verfügte zum 1. Dezember 1993 die Fortführung der bestehenden Kreisgerichte als Amtsgerichte, die Fortführung der Bezirksgerichte in Cottbus, Frankfurt (Oder) und Potsdam als Landgerichte und die Errichtung eines weiteren Landgerichtes in Neuruppin. Damit entstand das Amtsgericht Fürstenwalde neu.

## Gebäude
Das Gericht ist im Stadtzentrum in der „Fürstengalerie“, Eisenbahnstraße 8, untergebracht.